# DARK MOON with ENHYPEN
DARK MOON with ENHYPEN是基于ENHYPEN组合IP的原创故事系列，作品形式包括音乐，漫画，小说等等。
与HYBE所属另一组合&TEAM同属于DARK MOON世界观。

## 相关作品

### 音乐
| 类型     | 标题                         | 艺人    | 发行日     | 封面 |
| -------- | ---------------------------- | ------- | ---------- | ---- |
| OST      | One In A Billion             | ENHYPEN | 2022.09.06 |      |
| OST      | One In A Billion (Band Ver.) | ENHYPEN | 2022.10.29 |      |
| OST      | CRIMINAL LOVE                | ENHYPEN | 2023.07.31 |      |
| 特别专辑 | MEMORABILIA                  | ENHYPEN | 2024.05.13 |      |

### 漫画

#### 《DARK MOON：月之神坛》
于NAVER WEBTOON与NAVER SERIES上连载的网络漫画，共71话。（70话为最终话，71话为特别篇）
连载时间为2022年1月6日~2023年10月14日，更新时间为每周日。
NAVER SERIES于2022年1月6日公开了第1话，NAVER WEBTOON则于2022年1月16日起每周日进行连载，WEBTOON海外平台同步连载（英文版，中文版，日文版等共9种语言）。
2022年4月2日，第12话连载结束后宣布休刊2个月，连载日程由6月推迟至8月，并于2022年8月27日起恢复连载。
NAVER SERIES于2022年8月12日公开了最终话，NAVER WEBTOON则于2022年10月7日起每周日进行连载。
单行本共4卷，于2023年12月15日起发行。

##### weverse 特别连载
2023年6月26日于weverse magazine上公开的《DARK MOON：月之神坛》漫画特别连载，共4话。

#### 《DARK MOON：血田里的少年们》
为《DARK MOON：月之神坛》漫画的前传。
于NAVER WEBTOON上连载的网络漫画，更新时间为每周日。
第一章《撒谎精的乐园》连载时间为2024年3月17日~2024年8月3日。第22话连载结束后宣布第一章完结并将在9月1日以第二章恢复连载。
第二章《怪物与少女》连载时间为2024年9月1日~连载中。

#### 《DARK MOON：Two Moons》（暂译 “双月”）
最先于ENHYPEN 'ORANGE BLOOD' Concept Trailer结尾中公开了标题。
目前官方仅释出了标题与概念图，公开时间，内容等暂未公布。

#### DARK MOON CUTTON
为《DARK MOON：月之神坛》的衍生四格漫画。画风相较原作漫画更为可爱。
于DARK MOON by HYBE官方SNS账号（X，Instragram）上连载。

##### 第一季
连载时间为2022年4月5日~2023年10月8日。共94话。
更新时间为每周日晚10点。前传于2022年4月2日公开。

##### 第二季
连载时间为2023年11月5日，目前仍在连载中。
更新时间自2024年8月21日（第二季EP38）起，变更为每周三中午12点。

### 小说

#### 《DARK MOON：月之神坛》
于NAVER SERIES上连载的网络小说，共81话。
连载时间为2022年1月16日~2022年10月11日。与同名漫画《DARK MOON：月之神坛》同时连载。
单行本共6卷，于2023年12月20日发行。

#### 《DARK MOON：瓦格之血》
于NAVER SERIES上刊登的网络小说，共114话。
2024年4月27日一次公开全文。

### 广播剧

#### 《DARK MOON：月之神坛》
由Genie音乐与HYBE共同制作的同名广播剧，播放平台为audien与audio clip等。
播出时间为2024年1月31日。作品共14话，210分钟。

## 登场角色
|      | 角色 | 角色 | 角色  | 原型     | 异能                 | 学校              | 夜球位置   | 球衣号码 |
| ---- | ---- | ---- | ----- | -------- | -------------------- | ----------------- | ---------- | -------- |
| 中文 | 韩文 | 英文 |       | 原型     | 异能                 | 学校              | 夜球位置   | 球衣号码 |
|      | 秀荷 | 수하 | Sooha | ENGENE   | 怪力，传送（无意识） | 德赛乐学院 10年级 | -          | -        |
|      | 和利 | 헬리 | Heli  | HEESEUNG | 心灵感应             | 德赛乐学院 12年级 | 中锋，队长 | 1        |
|      | 吉诺 | 지노 | Jino  | JAKE     | 火焰控制             | 德赛乐学院 11年级 | 后卫       | 5        |
|      | 依安 | 이안 | Jaan  | JAY      | 怪力                 | 德赛乐学院 11年级 | 执行者     | 99       |
|      | 索伦 | 솔론 | Solon | SUNGHOON | 满月狼人化           | 德赛乐学院 10年级 | 前锋       | 23       |
|      | 希恩 | 시온 | Shion | SUNOO    | 魅惑，捆绑           | 德赛乐学院 10年级 | 后卫       | 7        |
|      | 扎卡 | 자카 | Jakah | JUNGWON  | 速度                 | 德赛乐学院 9年级  | 翼卫       | 4        |
|      | 诺亚 | 노아 | Noa   | NI-KI    | 隐遁                 | 德赛乐学院 9年级  | 前锋       | 10       |

## 联名活动

### 快闪活动
2022年9月17~18日，ENHYPEN WORLD TOUR 'MANIFESTO" in SEOUL举行期间在首尔奥林匹克公园SK手球竞技场现场，首次举办了DARK MOON快闪店，并举行了周边商品贩卖，照片墙等现场体验活动。
2023年10月6日，在洛杉矶举行了DARK MOON POP-UP IN L.A.快闪活动。
2024年9月21~30日，在东京举办了DARK MOON POP-UP STORE in TOKYO快闪活动。

### DARK MOON with ENHYPEN in 乐天世界
与韩国首尔乐天世界携手举行了“DARK MOON with ENHYPEN in 乐天世界”主题活动，活动期间为2023年9月1日至2023年11月19日。游客们可以租赁德赛乐学院校服，体验灯光秀，照片墙等各种活动项目。
乐天世界探险世界的秋季庆典“DARK MOON with ENHYPEN in 乐天世界”将线上画面中的网络漫画《DARK MOON：月之神坛》的IP带到线下空间主题公园，彻底打破了线上线下的界限。

### SPAO联名
分别在2023年9月，2024年4月与时装品牌SPAO进行了特别服饰联名活动。

### Weverse Shop
于2024年1月24日起开始在Weverse Shop上贩售相关周边产品。

### 人生4格联名
DARK MOON与人生4格联名4格照片活动，活动时间为2024.05.31~2024.08.28。